# شعوب ديام الجارية (القفر)

تعديل مصدري - تعديل

شعوب ديام الجارية محلة تابعة لقرية المجانحة، التابعة لعزلة بني عمر السافل بمديرية القفر إحدى مديريات محافظة إب في الجمهورية اليمنية، بلغ تعداد سكانها 65 حسب تعداد اليمن لعام 2004.